# Hiroshi Yamamoto
Hiroshi Yamamoto (jap. 山本博 Yamamoto Hiroshi; ur. 31 października 1962 w Jokohamie) – japoński łucznik, brązowy medalista igrzysk olimpijskich 1984 w Los Angeles i srebrny medalista igrzysk olimpijskich 2004 w Atenach. Ponadto uczestnik igrzysk w 1988, 1992 i 1996.
Na igrzyskach azjatyckich w 1982, 1986, 1990, 1994 oraz 2002 roku zdobył łącznie sześć medali, w tym dwa złote.